# Eo biển Magellan

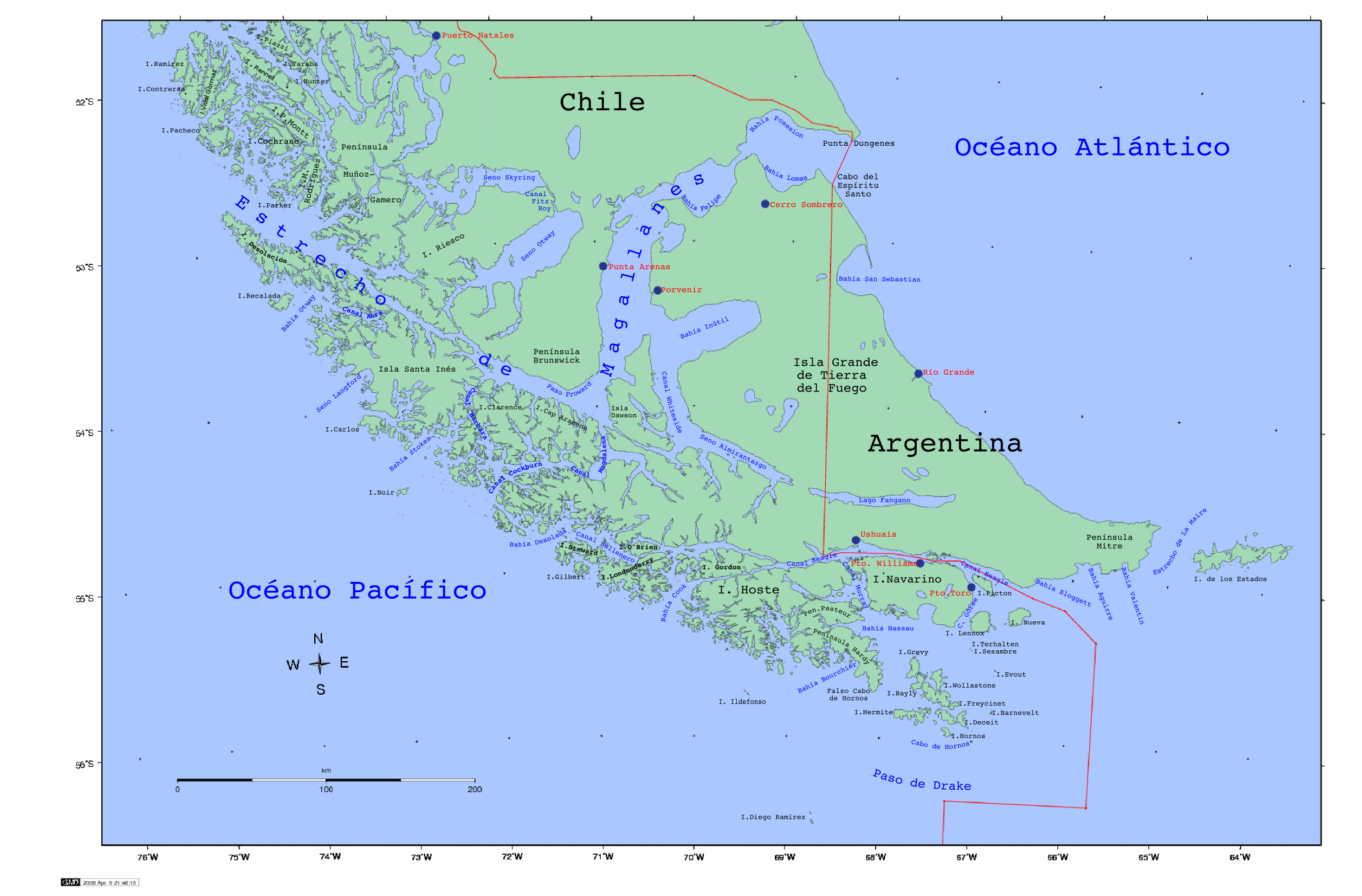
Bản Đồ Eo Biển Magellan

Eo biển Magellan là một tuyến đường biển nằm xen phía nam lục địa Nam Mỹ và phía bắc Đất Lửa. Đây là tuyến hàng hải quan trọng nhất nối liền Thái Bình Dương và Đại Tây Dương nhưng cũng lại là tuyến đường biển khó đi vì hướng gió khó lường, hải lưu mạnh và lạch biển hẹp. Ngày nay Eo biển Magellan nằm hoàn toàn trong lãnh thổ Chile, nhưng cửa vào phía đông lại thuộc lãnh hải của Argentina.
Eo biển có chiều dài 570 km. Độ sâu chênh lệch nhiều, đoạn nông nhất chỉ khoảng 20 mét. Eo biển Magellan rộng hẹp cũng thất thường: chỗ rộng nhất là 33 km, chỗ hẹp nhất chỉ khoảng 3 km.
Thuyền trưởng Ferdinand Magellan là người Châu Âu đầu tiên tới đây ngày 1 tháng 11 năm 1520. Ông đặt tên cho eo biển này là "Estrecho de Todos los Santos" tức "eo biển các thánh". Magellan sau đó đi thông eo biển từ Đại Tây Dương sang Thái Bình Dương rồi vượt sang tận Viễn Đông nhưng khi hải thuyền của Magellan tới Philippine năm 1521 thì ông bị giết, số thủy thủ và thuyền viên còn lại mãi sang năm 1522 mới về tới Tây Ban Nha. Từ đó hải tuyến này mang tên Magellan.

## Lịch sử tìm kiếm
Chuyến đi của Magellan (1519-1522) với tư cách là người chỉ huy đoàn tàu của Tây Ban Nha là chuyến thám hiểm đầu tiên từ Đại Tây Dương đi vào Thái Bình Dương (được Magellan gọi là "Biển bình yên – Peaceful sea"), qua eo biển Magellan (eo biển sau này được mang tên ông) và cũng là chuyến đi đầu tiên vượt Thái Bình Dương, đồng thời là chuyến đi đầu tiên vòng quanh thế giới, dù rằng bản thân Magellan không hoàn thành được toàn bộ hành trình, do bị giết chết trong trận phục kích của thổ dân tại Mactan, Philippines.

## Khí tượng

### Hiện tượng thời tiết
Eo biển Magellan nằm ở phía tây chân gió, vì vậy gió hướng Tây là chủ yếu. Phía Đông eo biển, mỗi năm vào giữa tháng chín, gió tây bắc thổi mạnh.Từ tháng Mười đến tháng Mười Một, gió lớn hơn, mà thường là buổi sáng gió mạnh, buổi chiều, hoàng hôn với gió dần dần suy yếu. Trong mùa đông, gió trong eo biển cao nhất ở cấp 7-8.

### Tầm nhìn
Eo biển không có mùa sương mù và mùa quang rõ rệt, Tầm nhìn quanh năm gần như là tốt, tuy nhiên, trong mùa đông, tầm nhìn có thể bị ảnh hưởng và suy giảm mạnh do sương mù. Các khu vực phía đông vào mùa thu và mùa đông, tức là từ Tháng Tư-Tháng năm sương mù tạo ra một phần của cuộc hành trình.

## Hình

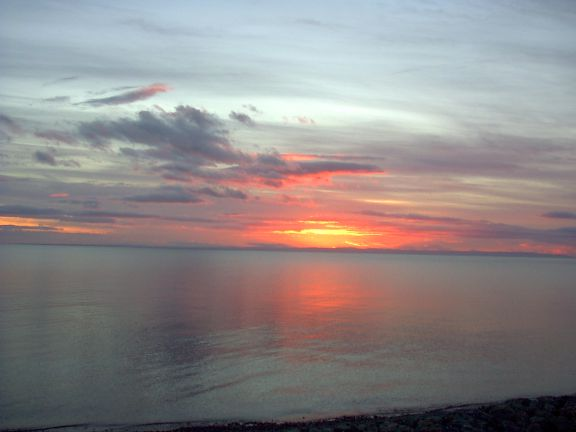
The Strait of Magellan at dawn
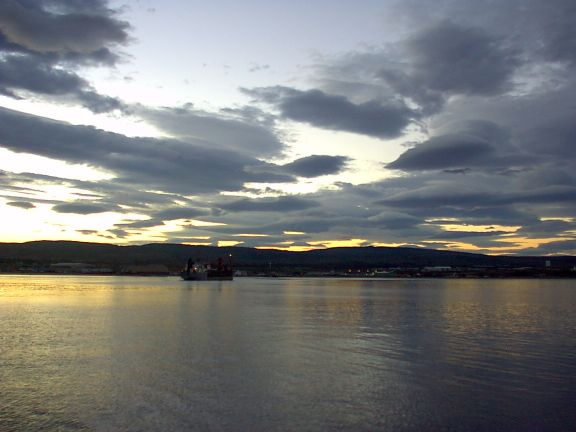
The Strait of Magellan at sunset
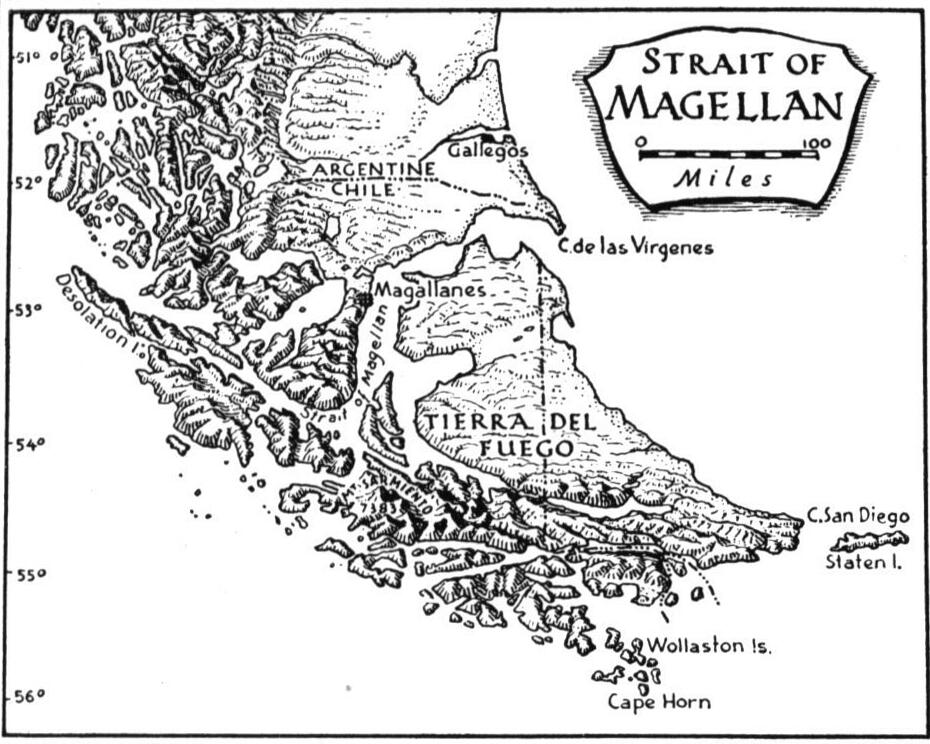
A map of the Strait of Magellan
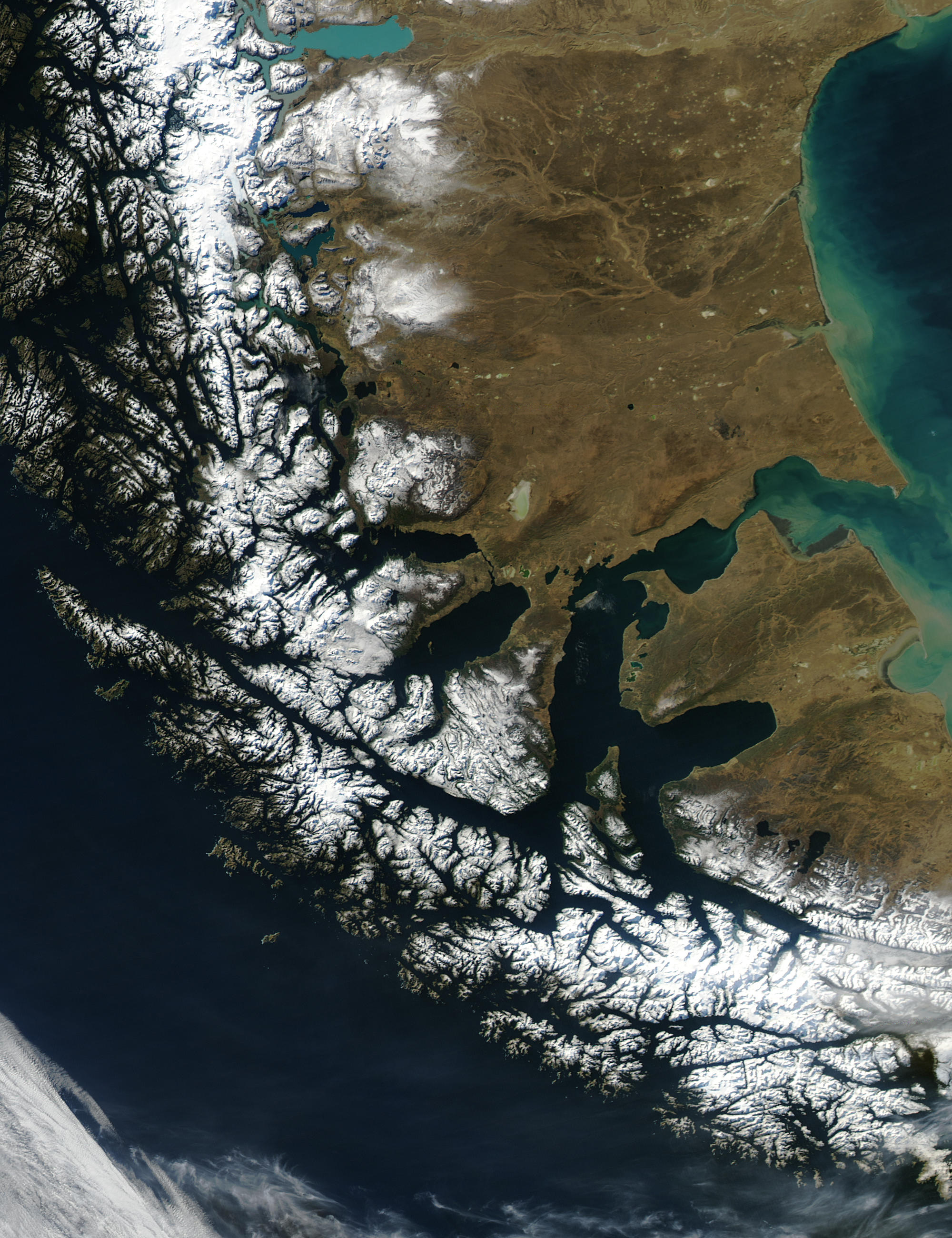
A true-color Moderate Resolution Imaging Spectroradiometer (MODIS) satellite image, the entire Strait is visible
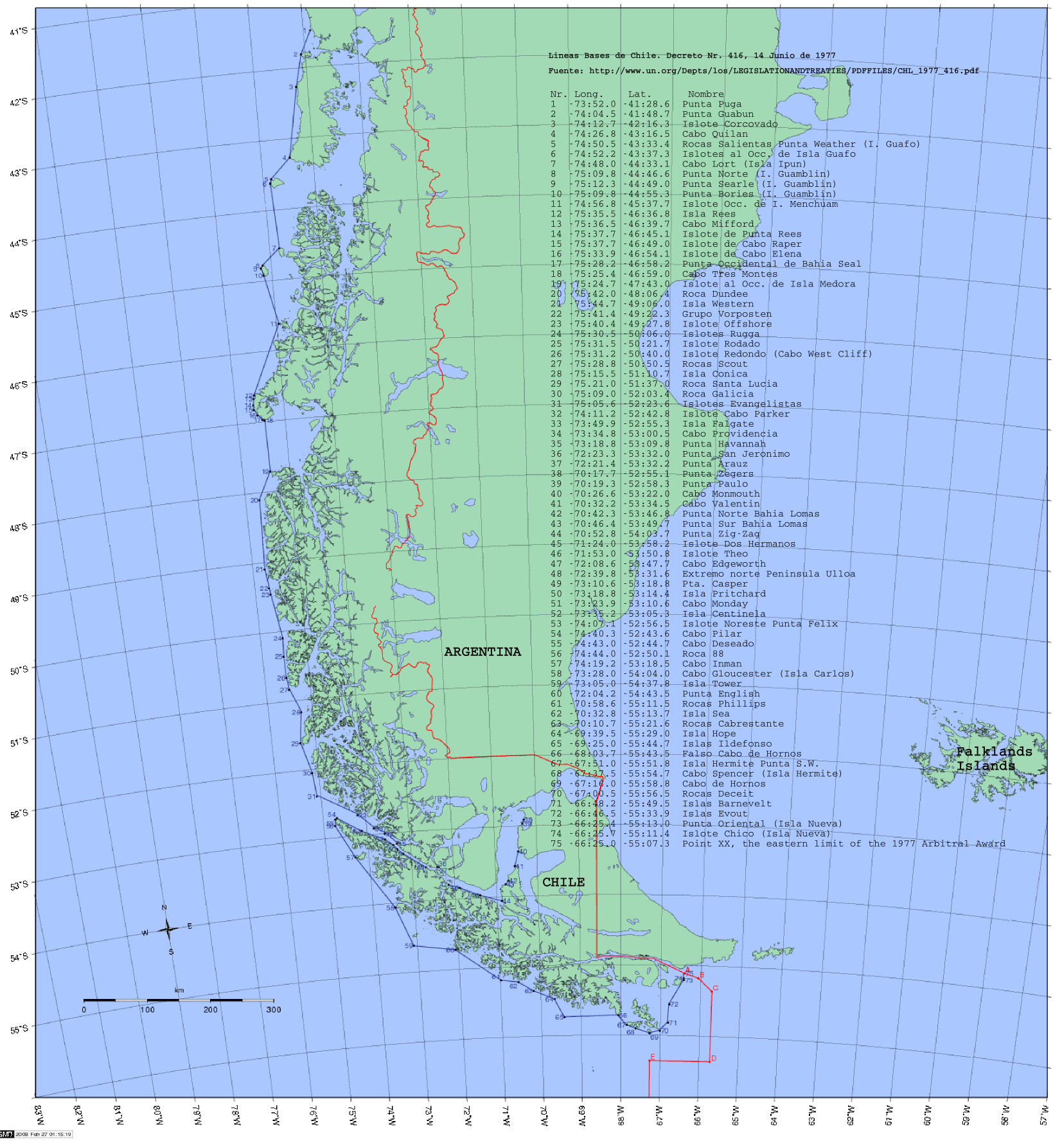
Chilean Basislines in the Strait of Magellan according to decree 416 ngày 14 tháng 6 năm 1977